# Пильшине (селище)
Пильшине (рос. Пильшино) — селище в Вигоницькому районі Брянської області Російської Федерації.
Населення становить 718 осіб. Входить до складу муніципального утворення Красносельське сільське поселення.

## Історія
Від 2005 року входить до складу муніципального утворення Красносельське сільське поселення.

## Населення
| 2010 | 2013 |
| ---- | ---- |
| 717  | ↗718 |